# Духовой квинтет
Духовой квинтет ― камерный ансамбль, состоящий из пяти духовых инструментов, а также произведение, написанное для такого ансамбля. Включает в свой состав флейту, гобой, кларнет, фагот и валторну.

## История возникновения и развития ансамбля
Духовые квинтеты возникли в начале XIX века на основе существовавших при дворах европейской знати ансамблей, называвшихся «Harmoniemusik» и состоявших из двух гобоев, двух кларнетов, двух фаготов и двух валторн. Период их появления совпал с эпохой усовершенствования конструкции духовых инструментов, что предопределило их успех и распространение.
Среди первых композиторов, писавших для духового квинтета, ― Антонио Розетти, Николаус Шмидт и Джованни Мария Камбини. Большой вклад в развитие литературы для этих ансамблей сделали Антонин Рейха, написавший 24 квинтета, и Франц Данци. В течение XIX века, тем не менее, такие составы и сочинения для них были достаточно редкими, и лишь композиторы XX века открыли новые тембральные и контрапунктические возможности письма для духовых инструментов. Ключевыми сочинениями в этом жанре являются «Маленькая камерная музыка», ор. 24 № 2 Пауля Хиндемита (1922), а также квинтеты Карла Нильсена и Арнольда Шёнберга. К жанру духового квинтета обращались в разное время Жак Ибер, Флоран Шмитт, Жан Франсе, Дариюс Мийо, Эжен Бозза, Сэмюэл Барбер, Хенк Бадингс, Малкольм Арнолд, Карлхайнц Штокхаузен, Дьёрдь Лигети и другие известные композиторы. Во второй половине XX века развитие профессионального и любительского исполнительского искусства привело к значительному повышению популярности этих ансамблей и расширению их репертуара.
Обучение игре в квинтете является одним из обязательных элементов в современной системе музыкального образования на духовых инструментах. Считается, что умение играть в квинтете, включающем в себя разнохарактерные инструменты, являющиеся ядром духовой группы оркестра, помогает приобрести навыки, необходимые при оркестровой игре ― чистое интонирование звука, чувство ансамбля и др.
Духовой квинтет может существовать как отдельный ансамбль, но часто организуется музыкантами какого-либо оркестра. Среди известных ансамблей этого типа ― Пражский (основан в 1928), Французский (1945) и Будапештский (1961) духовые квинтеты, квинтет Госоркестра СССР, квинтет ЗКР оркестра Ленинградской филармонии, квинтет Берлинского филармонического оркестра (1988). Многочисленные современные духовые квинтеты ― полноправные участники концертных сезонов и международных конкурсов.